# Oum Larais
Oum Larais o Oum El Araies (àrab: أم العرائس, Umm al-ʿArāʾis, literalment ‘la Mare de les Núvies’) o, en la seva transcripció francesa tradicional, Moularès és una ciutat de Tunísia, capçalera de la delegació homònima, al nord-oest de la governació de Gafsa, situada a uns 47 km de la ciutat de Gafsa per carretera. És al peu del Djebel Mrata, que fa frontera amb Algèria. La municipalitat té una població de 24.487 habitants, dels quals menys de la meitat viuen a Oum Larais. La delegació té 34.370 habitants.

## Economia
És part d'una regió on la principal riquesa són els fosfats. Uns 7 km al sud, la vila de Tabedit és un nus ferroviari on s'uneixen les vies de ferrocarril que venen de Redeyef i de Tozeur i Gafsa, i que a Oum Larais giren a l'est per després tornar en direcció nord.

## Administració
És el centre de la delegació o mutamadiyya homònima, amb codi geogràfic 61 55 (ISO 3166-2:TN-12), dividida en set sectors o imades:
- Oum El Aksab (61 55 51)
- Sidi Boubaker (61 55 52)
- Oum El Araies Centre (61 55 53)
- Oum El Araies Gare (61 55 54)
- Ech-Channoufia (61 55 55)
- Es-Souitir (61 55 56)
- Daouara (61 55 57)

Al mateix temps, forma una municipalitat o baladiyya (codi geogràfic 61 13).